# 福尔克特·梅乌
福尔克特·梅乌（德語：Folkert Meeuw，1946年11月11日—），德国男子游泳运动员。他曾代表西德参加1968年和1972年夏季奥林匹克运动会游泳比赛，其中1972年奥运会获得一枚银牌。